# Clausilia baudoni
Clausilia baudoni is een uitgestorven slakkensoort uit de familie van de Clausiliidae. De wetenschappelijke naam van de soort werd voor het eerst geldig gepubliceerd in 1862 door Michaud.

## Ondersoorten
- Clausilia baudoni tillensis H. Nordsieck, 1972 †